# Serbische Kolonisierung des Kosovo
Serbische Kolonisierung des Kosovo bezeichnet die gezielte Ansiedlung von Serben im Kosovo und bezieht sich insbesondere auf ein Ansiedlungsprogramm des Königreich Jugoslawien in den 1920er- und 1930er-Jahren.

## Hintergrund
Die Region Kosovo als Teil des Byzantinischen Reiches wurde ab dem 12. Jahrhundert vom Serbischen Reich erobert, spätestens ab 1455 stand Kosovo gänzlich unter osmanischer Herrschaft. Wie genau die Bevölkerungsstruktur im Mittelalter aussah und ob die Serben die Mehrheitsethnie stellten, ist unter Historikern bis heute umstritten. Im Ersten Balkankrieg 1912 wurde Kosovo durch Serbien besetzt, zu dem Zeitpunkt wies das Gebiet eine mehrheitlich albanische wie muslimische Bevölkerung auf. Nach Ende des Ersten Weltkriegs konsolidierte sich die Zugehörigkeit zu Serbien – nun als Teil des neugegründeten Jugoslawiens – allmählich.

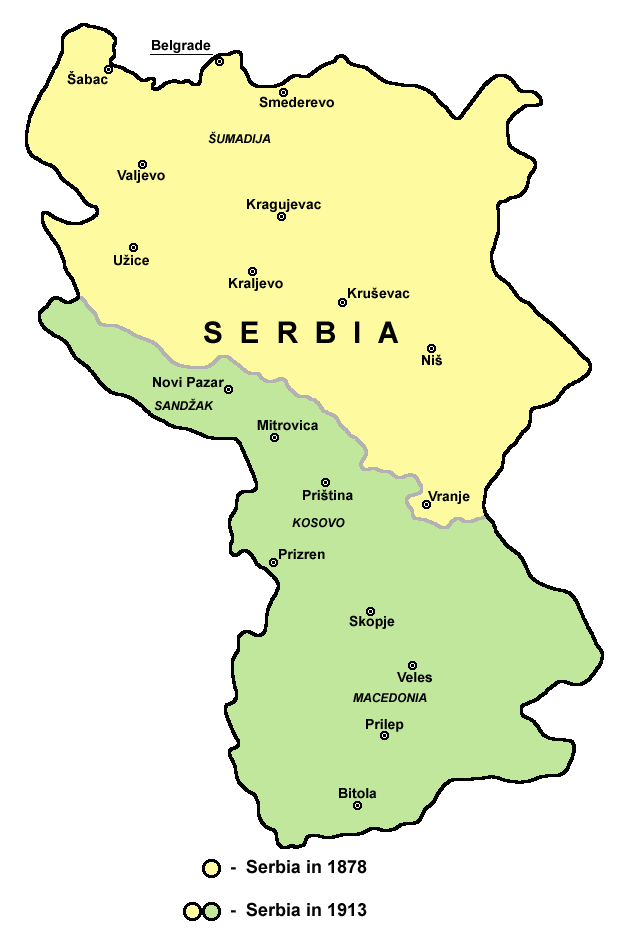
Ausbreitung Serbiens von 1878 (gelb) gegenüber 1913 mit eroberten Gebieten (hellgrün)

Auf die serbische Machtübernahme folgte eine bewaffnete Rebellion in weiten Teilen des Kosovo durch albanische Aufständische (kaçak, vom türkischen Wort für „Flüchtling; Ausreißer“). Diese Rebellen boten der Belgrader Führung eine Rechtfertigung für staatliches Durchgreifen in den besetzten Gebieten, dem auch Zivilisten zum Opfer fielen.

## Kolonisierungsprogramm des Königreich Jugoslawien
Zur Konsolidierung der Zugehörigkeit des eroberten Kosovos zu Jugoslawien erachteten es die Behörden als notwendig, ein staatlich gefördertes Kolonisierungsprogramm zu initiieren, das besonders entschlossene und regierungstreue Serben einschloss. Mit ihrer Ansiedlung sollte die ethnische Struktur des Kosovo zu Gunsten der Slawen verändert werden. Mit einem „Dekret zur Kolonisierung der südlichen Regionen Jugoslawiens“ im September 1920 schaffte der jugoslawische Staat eine erste Regelung betreffend des Kolonisationsprogramms. Später folgte ein „Gesetz zur Kolonisierung der südlichen Regionen“ im Juni 1931.
Eigens für das Kolonisationsprogramm wurde im Kosovo eine Landreform durchgeführt. Die Ländereien vertriebener und enteigneter Katschaken wurden konfisziert und in das Kolonisationsprogramm miteinbezogen. Sodann wurden die Ländereien verteilt, zunächst an jene Armeeangehörige, die sich im Ersten Weltkrieg an der Rückeroberung des Landes beteiligt hatten. Später erhielten auch serbische Soldaten der Balkankriege sowie Mitglieder nationalistischer serbischer Četnik-Organisationen das Recht auf Landzuteilung.
So wurden in den 1920er- und 1930er-Jahren im Kosovo rund 12.000 serbische Familien als Kolonisten angesiedelt. Von 1919 bis 1928 stieg der Anteil der slawischen Bevölkerung im Kosovo von 24 auf 38 Prozent; in den 1930er-Jahren begannen aber viele Kolonisten wieder, Kosovo zu verlassen. Genaue Zahlen können aufgrund einer gewissen Fluktuation aber nicht festgehalten werden, kehrten doch immer wieder einige Familien in ihre Herkunftsregion zurück: Zählte das für die Kolonisierung zuständige jugoslawische Landwirtschaftsministerium für Ende 1939 genau 13.519 Familien, so war für Ende 1940 nur von 11.589 Familien die Rede und für Anfang 1941 wiederum von 12.005. Aus diesem Grund ist die nachfolgende Tabelle als Momentaufnahme zu verstehen, die lediglich das Ausmaß der Kolonisierung veranschaulichen soll:
| Srez               | Gesamtbevölkerung | Anteil der Kolonisten an der Gesamtbevölkerung | Anzahl an Kolonisten 1 |
| ------------------ | ----------------- | ---------------------------------------------- | ---------------------- |
| Nerodimlje         | 46.660            | 4,0 %                                          | 1.866                  |
| Gračanica          | 59.243            | 9,0 %                                          | 5.332                  |
| Gnjilane           | 99.459            | 7,9 %                                          | 7.857                  |
| Kačanik            | 13.039            | 2,5 %                                          | 326                    |
| Đakovica           | 53.569            | 24,7 %                                         | 13.232                 |
| Podrimlje          | 45.471            | 7,9 %                                          | 3.592                  |
| Šar                | 55.617            | 4,3 %                                          | 2.392                  |
| Gora               | 19.035            | 0 %                                            | 0                      |
| Podgora            | 18.704            | 3,7 %                                          | 692                    |
| Peć                | 55.737            | 14,3 %                                         | 7.970                  |
| Istok              | 31.428            | 17,2 %                                         | 5.406                  |
| Kosovska Mitrovica | 39.026            | 1,1 %                                          | 429                    |
| Vučitrn            | 38.447            | 8,3 %                                          | 3.191                  |
| Lab                | 39.582            | 10,5 %                                         | 4.156                  |
| Drenica            | 30.018            | 9,4 %                                          | 2.822                  |
| Gesamtes Kosovo    | 645.035           | 9,19                                           | 59.263                 |

Mit der Ansiedlung der Kolonisten wurden neben Siedlungen auch einige Ortschaften neu gegründet. Unter den größten sind die sich auf ehemals tscherkessischen Siedlungen befindenden Orte Fushë Kosova (serbisch Kosovo Polje) und Millosheva (Miloševo), des Weiteren Bardhosh (Devet Jugovića), Sfraçak i Poshtëm (Donji Svračak) und Sfraçak i Epërm (Gornji Svračak), Rufca e Re (Novo Rujce), Liqej (Jezero), Llazareva (Lazarevo) und weitere.

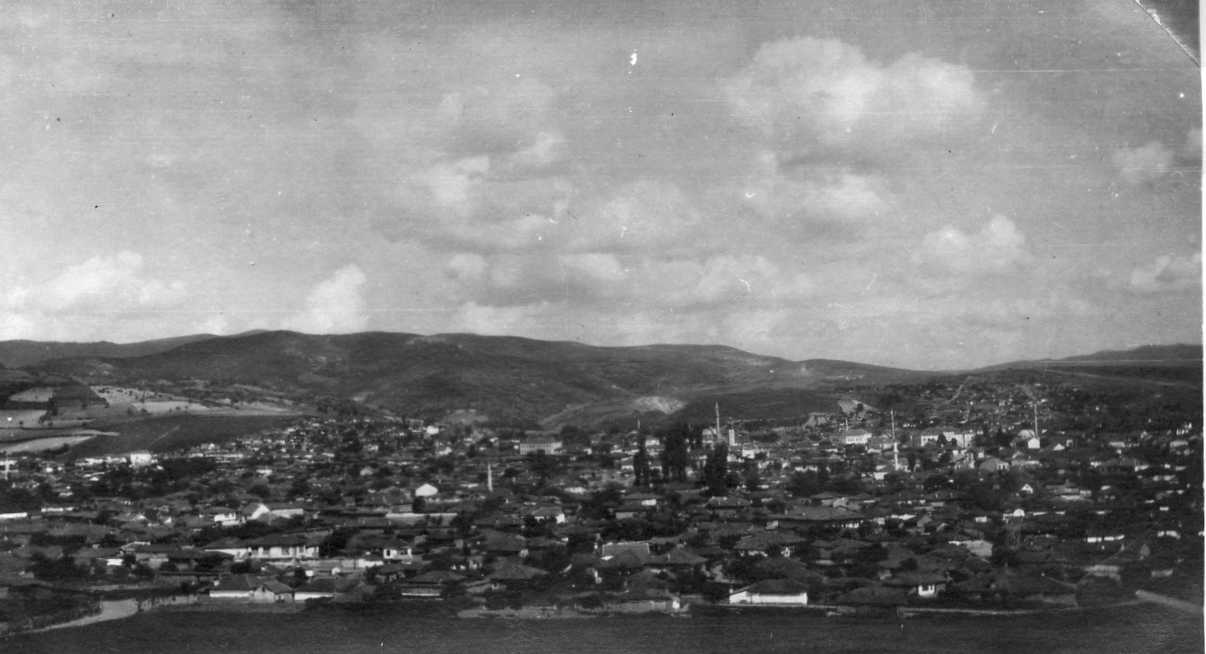
Pristina in der ersten Hälfte der 1930er-Jahre, als hier und in der nahen Umgebung die staatliche Kolonisierung stattfand

### Repressalien gegenüber Albanern
Parallel zur laufenden Kolonisierung führte der jugoslawische Staat eine repressive Vertreibungs- und Assimilationspolitik gegenüber der albanischen Bevölkerung durch. Viele jugoslawische Intellektuelle der damaligen Zeit diskutierten ausführlich mögliche Maßnahmen zur Ausgrenzung der Albaner. Bekanntestes Beispiel wurde das Essay und Pamphlet Die Vertreibung der Albaner des serbischen Historikers Vaso Čubrilović aus dem Jahre 1937, in welchem er Vorschläge zur effizienten ethnischen Säuberung von Albanern in den 1913 neu in Serbien eingegliederten Gebieten macht und rücksichtslose Maßnahmen wie offenen Terror und Waffengewalt seitens des Staatsapparats gegen die Albaner befürwortet.
Durch Zwangsausweisungen halbierte sich die Anzahl der Albaner im Kosovo zwischen 1918 und 1921 von etwa 800.000 bis 1.000.000 auf 439.657. Sämtliche albanischsprachige Schulen wurden 1918 geschlossen, jegliche öffentliche albanische Bildung gezielt unterdrückt.

## Historische Einordnung
Die Kolonisierung des Kosovo ist Teil einer Reihe von Leitideen, deren Umsetzung die Serben – die nur sich allein als tatsächliches jugoslawisches Staatsvolk verstanden – anvisiert hatten. Sie geht einher mit einer gleichzeitigen Ansiedlung serbischer Bauern in der Vojvodina sowie der Vergabe ehemals muslimisch besessener Ländereien Bosnien-Herzegowinas an Serben. Ebenso waren der Einsatz serbischer Lehrer und die Einführung des Serbokroatischen als Lehrsprache in den Schulen Mazedoniens (und Kosovos) Maßnahmen zur Forcierung des Serbentums. Insgesamt war das Kolonisationsprogramm im Kosovo langfristig betrachtet nicht erfolgreich und bewirkte sogar eine unvorhergesehene Entwicklung. Es gelang nicht, die betreffenden Regionen langfristig und dauerhaft zu serbisieren, auch trotz einer massiven Auswanderung von Albanern aus Kosovo und Mazedonien nach Albanien, von (bulgarophilen) Slawomazedoniern nach Bulgarien oder von Muslimen sämtlicher Ethnizitäten in die Türkei. Stattdessen wandten sich Bevölkerungsgruppen, die traditionell nicht „serbenfeindlich“ waren, etwa in Vardar-Mazedonien oder Bosnien, in Folge der Kolonisierung zusehends vom Serbentum ab. Gegen Ende der Zwischenkriegszeit zeichnete sich ab, dass das in serbischer Nationalhistoriographie bezeichnete Altserbien nun endgültig für die serbische Nation verloren worden war.

## Spätere Ideen zur erneuten Kolonisierung des Kosovo

### Milošević-Regime der 1990er-Jahre
Zu Beginn der 1990er-Jahre verfolgte die serbische Regierung unter Slobodan Milošević erneut die Idee einer Ansiedlung von Serben im Kosovo, dem vorausgegangen waren bereits politische Diskussionen in den 1980er-Jahren. Allerdings scheiterten diese Bestrebungen insgesamt, auch trotz der Vergabe von Krediten und gesicherten Arbeitsplätzen an die nicht mehr als 3000 serbischen Kolonisten.
Die Flucht von rund 150.000 Serben aus der sogenannten Serbischen Krajina im Sommer 1995 nach der Operation Oluja bot der Belgrader Führung sodann eine gelegene Möglichkeit, diese im Kosovo zwangsweise neu anzusiedeln. Jedoch bestanden bei den Krajina-Serben überwiegend Vorbehalte gegenüber einer Ansiedlung im Kosovo – einerseits aufgrund der schlechten wirtschaftlichen Lage dieser Region, andererseits dürften diese Personen aufgrund ihrer Fluchterfahrung den erneuten Umzug in ein Krisengebiet abgelehnt haben. So zogen von den rund 150.000 Krajina-Serben nur etwa 13.000 nach Kosovo.

### BauprojektSunčana dolina
Seit 2016 wird bei Zvečan das Bauprojekt Sunčana dolina (albanisch Lugina e Diellit; deutsch „sonniges Tal“) verwirklicht. Es handelt sich um den Neubau einer Wohnsiedlung mit 225–300 Wohnungen in 150 Häusern, teilweise mit traditionell angehauchtem Design, sowie infrastrukturellen Einrichtungen wie einem Sport- oder Handelszentrum. Hinter diesem Projekt steht die serbische Regierung mit ihrer Kanzlei für Kosovo und Metochien (Kancelarija za Kosovo i Metohiju). In die Neubausiedlung sollen über 1500 Serben ziehen.
Das Projekt wurde durch den Stellvertretenden Premierminister der Republik Kosovo Enver Hoxhaj im Juni 2019 als „Kolonisierung“ und gezielter Versuch der Veränderung der ethnischen Struktur im Nordkosovo scharf kritisiert.